# Kazachstán na Hopmanově poháru
Kazachstán se účastnil Hopmanova poháru celkem dvakrát a vždy skončil v základní skupině.

## Tenisté
Tabulka uvádí seznam tenistů Kazachstánu, kteří reprezentovali organizaci na Hopmanově poháru.
| Jméno                 | Celkem V-P | Dvouhra V-P | Čtyřhra V-P | Poprvé | Počet startů |
| Andrej Golubjev       | 3–8        | 2–4         | 1–4         | 2010   | 2            |
| Sesil Karatančevová 1 | 0–4        | 0–2         | 0–2         | 2011   | 1            |
| Jaroslava Švedovová   | 3–4        | 2–2         | 1–2         | 2010   | 2            |

1 Karatančevová zastoupila v roce 2011 Švedovovou kvůli jejímu poranění.

## Výsledky
| Rok  | Fáze soutěže     | Místo konání         | Soupeř         | Výsledek | Stav   |
| ---- | ---------------- | -------------------- | -------------- | -------- | ------ |
| 2010 | Základní skupina | Burswood Dome, Perth | Velká Británie | 1–2      | Prohra |
| 2010 | Základní skupina | Burswood Dome, Perth | Rusko          | 2–1      | Výhra  |
| 2010 | Základní skupina | Burswood Dome, Perth | Německo        | 2–0      | Výhra  |
| 2011 | Základní skupina | Burswood Dome, Perth | Srbsko         | 0–3      | Prohra |
| 2011 | Základní skupina | Burswood Dome, Perth | Belgie         | 0–3      | Prohra |
| 2011 | Základní skupina | Burswood Dome, Perth | Austrálie      | 0–3      | Prohra |